# Выборы в Курской области
На этой странице представлена информация о выборах в органы государственной власти Курской области, в органы местного самоуправления на территории Курской области, а также о проведении на территории Курской области выборов Президента России, выборов депутатов Государственной думы и всероссийских референдумов (голосований).

## Всероссийские голосования

### Референдум по Конституции России (1993)[1]
|                                      | по Курской области | по Курской области | по всей России | по всей России |
| ------------------------------------ | ------------------ | ------------------ | -------------- | -------------- |
| Число зарегистрированных избирателей | 996 385            |                    | 106 170 835    |                |
| Выданные бюллетени (явка)            | 639 130            | 64,1 %             | 58 187 755     | 54,8 %         |
| Бюллетени в ящиках                   | 637 470            |                    | 57 726 872     |                |
| Недействительные бюллетени           | 10 119             |                    | 1 357 909      |                |
| Действительные бюллетени             | 627 351            |                    | 56 368 963     |                |
| Голоса "За"                          | 274 704            | 43,8 %             | 32 937 630     | 58,4 %         |
| Голоса "Против                       | 352 647            | 56,2 %             | 23 431 333     | 41,6 %         |

### Голосование по поправкам в Конституцию России (2020)[3]
|                                      | по Курской области | по Курской области | в т.ч. по городу Курску | в т.ч. по городу Курску | по всей России | по всей России |
| ------------------------------------ | ------------------ | ------------------ | ----------------------- | ----------------------- | -------------- | -------------- |
| Число зарегистрированных избирателей | 911 563            |                    | 348 044                 |                         | 109 190 337    |                |
| Выданные бюллетени (явка)            | 527 068            | 57,8 %             | 163 423                 | 47,0 %                  | 74 215 555     | 68,0 %         |
| Бюллетени в ящиках                   | 526 615            |                    | 163 353                 |                         | 74 114 217     |                |
| Недействительные бюллетени           | 3 844              |                    | 1 217                   |                         | 604 951        |                |
| Действительные бюллетени             | 522 771            |                    | 162 136                 |                         | 73 509 266     |                |
| Голоса "За"                          | 389 300            | 73,9 %             | 113 363                 | 69,4 %                  | 57 747 288     | 77,9 %         |
| Голоса "Против                       | 133 471            | 25,3 %             | 48 773                  | 29,9 %                  | 15 761 978     | 21,3 %         |

## Выборы Президента России

### 2012 год[6]
|                                      | по Курской области | по Курской области | в т.ч. по городу Курску | в т.ч. по городу Курску | по всей России | по всей России |
| ------------------------------------ | ------------------ | ------------------ | ----------------------- | ----------------------- | -------------- | -------------- |
| Число зарегистрированных избирателей | 947 765            |                    | 352 478                 |                         | 109 860 331    |                |
| Выданные бюллетени (явка)            | 606 888            | 64,0 %             | 212 948                 | 60,4 %                  | 71 780 800     | 65,3 %         |
| Бюллетени в ящиках                   | 606 717            |                    | 212 881                 |                         | 71 701 665     |                |
| Недействительные бюллетени           | 6 350              |                    | 2 347                   |                         | 836 691        |                |
| Действительные бюллетени             | 600 367            |                    | 210 534                 |                         | 70 864 974     |                |
| В.В.Путин                            | 366 745            | 60,5 %             | 117 509                 | 55,2 %                  | 45 602 075     | 63,6 %         |
| Г.А.Зюганов                          | 122 775            | 20,2 %             | 46 174                  | 21,7 %                  | 12 318 353     | 17,2 %         |
| М.Д.Прохоров                         | 38 002             | 6,3 %              | 18 737                  | 8,8 %                   | 5 722 508      | 8,0 %          |
| В.В.Жириновский                      | 49 744             | 8,2 %              | 17 821                  | 8,4 %                   | 4 458 103      | 6,2 %          |
| С.М.Миронов                          | 23 101             | 3,8 %              | 10 293                  | 4,8 %                   | 2 763 935      | 3,9 %          |

### 2018 год[8]
|                                      | по Курской области | по Курской области | в т.ч. по городу Курску | в т.ч. по городу Курску | по всей России | по всей России |
| ------------------------------------ | ------------------ | ------------------ | ----------------------- | ----------------------- | -------------- | -------------- |
| Число зарегистрированных избирателей | 923 309            |                    | 351 119                 |                         | 109 001 306    |                |
| Выданные бюллетени (явка)            | 595 354            | 64,5 %             | 209 698                 | 59,7 %                  | 73 624 100     | 67,5 %         |
| Бюллетени в ящиках                   | 595 273            |                    | 209 649                 |                         | 73 573 516     |                |
| Недействительные бюллетени           | 5 207              |                    | 1 763                   |                         | 791 217        |                |
| Действительные бюллетени             | 590 066            |                    | 207 886                 |                         | 72 782 299     |                |
| В.В.Путин                            | 482 257            | 81,0 %             | 164 948                 | 78,7 %                  | 56 426 399     | 76,7 %         |
| П.Н.Грудинин                         | 56 948             | 9,6 %              | 22 846                  | 10,9 %                  | 8 658 732      | 11,8 %         |
| В.В.Жириновский                      | 33 326             | 5,6 %              | 11 334                  | 5,4 %                   | 4 154 638      | 5,7 %          |
| К.А.Собчак                           | 5 631              | 1,0 %              | 1 846                   | 0,9 %                   | 1 237 921      | 1,7 %          |
| Г.А.Явлинский                        | 2 527              | 0,4 %              | 1 545                   | 0,7 %                   | 769 588        | 1,1 %          |
| Б.Ю.Титов                            | 2 640              | 0,4 %              | 1 388                   | 0,7 %                   | 556 751        | 0,8 %          |
| М.А.Сурайкин                         | 3 316              | 0,6 %              | 1 292                   | 0,6 %                   | 499 287        | 0,7 %          |
| С.Н.Бабурин                          | 3 421              | 0,6 %              | 1 507                   | 0,7 %                   | 478 983        | 0,7 %          |

## Выборы в Государственную думу

### 2011 год[10]
Голосование проводилось только по партийным спискам.
|                                      | по Курской области | по Курской области | в т.ч. по городу Курску | в т.ч. по городу Курску | по всей России | по всей России |
| ------------------------------------ | ------------------ | ------------------ | ----------------------- | ----------------------- | -------------- | -------------- |
| Число зарегистрированных избирателей | 949 075            |                    | 352 998                 |                         | 109 229 337    |                |
| Выданные бюллетени (явка)            | 519 503            | 54,7 %             | 172 525                 | 48,9 %                  | 65 766 594     | 60,2 %         |
| Бюллетени в ящиках                   | 519 236            |                    | 172 461                 |                         | 65 648 690     |                |
| Недействительные бюллетени           | 7 644              |                    | 2 392                   |                         | 1 033 438      |                |
| Действительные бюллетени             | 511 592            |                    | 170 069                 |                         | 64 615 252     |                |
| «Единая Россия»                      | 237 415            | 45,7 %             | 59 598                  | 34,6 %                  | 32 371 737     | 49,3 %         |
| КПРФ                                 | 107 453            | 20,7 %             | 43 481                  | 25,2 %                  | 12 599 420     | 19,2 %         |
| «Справедливая Россия»                | 74 944             | 14,4 %             | 29 170                  | 16,9 %                  | 8 695 458      | 13,3 %         |
| ЛДПР                                 | 69 960             | 13,5 %             | 26 136                  | 15,2 %                  | 7 664 516      | 11,7 %         |
| «Яблоко»                             | 11 897             | 2,3 %              | 6 996                   | 4,1 %                   | 2 252 327      | 3,4 %          |
| «Патриоты России»                    | 7 190              | 1,4 %              | 3 419                   | 2,0 %                   | 639 067        | 1,0 %          |
| «Правое дело»                        | 2 643              | 0,5 %              | 1 269                   | 0,7 %                   | 392 727        | 0,6 %          |

###### Депутаты, избранные по партийным спискам в составе региональных групп, включающих Курскую область[12]
| Партия                | Региональная группа                         | Количество мандатов | Избранные депутаты |
| --------------------- | ------------------------------------------- | ------------------- | --- |
| «Единая Россия»       | № 48: Курская область                       | 2                   | Карамышев, Виктор Николаевич - отказ от мандата Сойникова, Марина Николаевна - отказ от мандата Кулик, Геннадий Васильевич - получил мандат вследствие отказа В.Н.Карамышева Брыксин, Александр Юрьевич - получил мандат вследствие отказа М.Н.Сойниковой |
| КПРФ                  | № 45: Курская область                       | 1                   | Иванов, Николай Николаевич |
| «Справедливая Россия» | № 40: Калужская, Курская, Орловская области | 1                   | Четвериков Александр Владимирович |

### 2016 год

#### Голосование по одномандатным округам
Федеральным законом от 3 ноября 2015 г. N 300-ФЗ  на территории Курской области было образовано два одномандатных округа:
- № 109 "Курский": Центральный округ города Курска; города Железногорск, Курчатов, Льгов, районы Дмитриевский, Железногорский, Золотухинский, Конышевский, Курчатовский, Льговский, Октябрьский, Поныровский, Фатежский, Хомутовский; северо-западная часть Курского района. К округу был также приписан избирательный участок № 8315, образованный в Посольстве России в Германии (Берлин).[14]
- № 110 "Сеймский": Железнодорожный и Сеймский округа города Курска; город Щигры, районы Беловский, Большесолдатский, Глушковский, Горшеченский, Касторенский, Кореневский, Мантуровский, Медвенский, Обоянский, Пристенский, Рыльский, Советский, Солнцевский, Суджанский, Тимский, Черемисиновский, Щигровский; юго-восточная часть Курского района.

Результаты по округу № 109:
| кандидат                           | партия              | результат | результат | результат |
| кандидат                           | партия              | голоса    | в %       | место     |
| ---------------------------------- | ------------------- | --------- | --------- | --------- |
| Воронина, Татьяна Евгеньевна       | Единая Россия       | 91 515    | 42,02     | 1         |
| Иванов, Николай Николаевич         | КПРФ                | 25 301    | 11,62     | 2         |
| Фёдоров Владимир Валерьевич        | ЛДПР                | 24 836    | 11,40     | 3         |
| Ли, Ольга Сергеевна                | Яблоко              | 22 099    | 10,15     | 4         |
| Четвериков, Александр Владимирович | Справедливая Россия | 17 347    | 7,96      | 5         |
| Вакарев, Артём Васильевич          | Коммунисты России   | 8 898     | 4,09      | 6         |
| Волков, Алексей Николаевич         | Родина              | 8 796     | 4,04      | 7         |
| Сидорова, Светлана Александровна   | Патриоты России     | 6 561     | 3,01      | 8         |
| Хмелевской, Денис Леонидович       | Партия Роста        | 2 194     | 1,01      | 9         |
| Харламова, Алёна Алексеевна        | Гражданская сила    | 1 459     | 0,67      | 10        |
|                                    |                     | 8 791     | 4,04      |           |

Результаты по округу № 110:
| кандидат                        | партия              | результат | результат | результат |
| кандидат                        | партия              | голоса    | в %       | место     |
| ------------------------------- | ------------------- | --------- | --------- | --------- |
| Карамышев, Виктор Николаевич    | Единая Россия       | 114 855   | 52,03     | 1         |
| Руцкой, Александр Владимирович  | Патриоты России     | 38 698    | 17,03     | 2         |
| Буданов, Максим Николаевич      | КПРФ                | 16 198    | 7,34      | 3         |
| Распопова, Анна Васильевна      | ЛДПР                | 14 516    | 6,58      | 4         |
| Куракин, Анатолий Александрович | Справедливая Россия | 7 986     | 3,62      | 5         |
| Удовенко, Антон Сергеевич       | Коммунисты России   | 4 487     | 2,03      | 6         |
| Будков, Юрий Иванович           | самовыдвижение      | 4 458     | 2,02      | 7         |
| Акиньшин, Валерий Вячеславович  | Родина              | 2 924     | 1,32      | 8         |
| Черникова, Татьяна Сергеевна    | Зелёные             | 2 907     | 1,32      | 9         |
| Вдовина, Екатерина Владимировна | Гражданская сила    | 2 502     | 1,13      | 10        |
| Федулов, Александр Михайлович   | Партия Роста        | 1 933     | 0,88      | 11        |
| Шеставин, Алексей Павлович      | Яблоко              | 1 559     | 0,71      | 12        |
|                                 |                     | 7 715     | 3,50      |           |

Избранный депутатом Виктор Карамышев сложил полномочия в 2019 году. Довыборы по округу № 110 состоятся 13 сентября 2020 года.

#### Голосование по партийным спискам[16]
|                                      | по округу № 109 | по округу № 109 | по округу № 110 | по округу № 110 | всего по Курской области | всего по Курской области | в т.ч. по городу Курску | в т.ч. по городу Курску | по всей России | по всей России |
| ------------------------------------ | --------------- | --------------- | --------------- | --------------- | ------------------------ | ------------------------ | ----------------------- | ----------------------- | -------------- | -------------- |
| Число зарегистрированных избирателей | 467 929         |                 | 475 319         |                 | 943 248                  |                          | 353 135                 |                         | 110 061 200    |                |
| Выданные бюллетени (явка)            | 220 142         | 47,0 %          | 223 413         | 47,0 %          | 443 555                  | 47,0 %                   | 158 236                 | 44,8 %                  | 52 700 992     | 47,9 %         |
| Бюллетени в ящиках                   | 219 853         |                 | 223 273         |                 | 443 126                  |                          | 157 979                 |                         | 52 631 849     |                |
| Недействительные бюллетени           | 5 077           |                 | 5 509           |                 | 10 586                   |                          | 4103                    |                         | 982 596        |                |
| Действительные бюллетени             | 214 776         |                 | 217 764         |                 | 432 540                  |                          | 153 876                 |                         | 51649253       |                |
| «Единая Россия»                      | 108 608         | 49,4 %          | 120 484         | 54,0 %          | 229 092                  | 51,7 %                   | 67 642                  | 42,8 %                  | 28 527 828     | 54,2 %         |
| КПРФ                                 | 28 205          | 12,8 %          | 28 638          | 12,8 %          | 56 843                   | 12,8 %                   | 23 478                  | 14,9 %                  | 7 019 752      | 13,3 %         |
| ЛДПР                                 | 35 007          | 15,9 %          | 34 371          | 15,4 %          | 69 378                   | 15,7 %                   | 24 512                  | 15,5 %                  | 6 917 063      | 13,1 %         |
| «Справедливая Россия»                | 12 565          | 5,7 %           | 7616            | 3,4 %           | 20 181                   | 4,6 %                    | 9 553                   | 6,0 %                   | 3 275 053      | 6,2 %          |
| «Коммунисты России»                  | 7 467           | 3,4 %           | 8 279           | 3,7 %           | 15 746                   | 3,6 %                    | 5 428                   | 3,4 %                   | 1 192 595      | 2,3 %          |
| «Яблоко»                             | 3 894           | 1,8%            | 1 800           | 0,8%            | 5 694                    | 1,3 %                    | 3 532                   | 2,2 %                   | 1 051 335      | 2,0 %          |
| «Партия пенсионеров»                 | 3 995           | 1,8 %           | 3 187           | 1,4 %           | 7 182                    | 1,6 %                    | 2 990                   | 1,9 %                   | 910 848        | 1,7 %          |
| «Родина»                             | 3 291           | 1,5 %           | 2 224           | 1,0 %           | 5 515                    | 1,2 %                    | 2 582                   | 1,6 %                   | 792 226        | 1,5 %          |
| «Партия Роста»                       | 1 955           | 0,9 %           | 1 328           | 0,6 %           | 3 283                    | 0,7 %                    | 1 783                   | 1,1 %                   | 679 030        | 1,3 %          |
| «Зелёные»                            | 2 363           | 1,1 %           | 1 734           | 0,8 %           | 4 097                    | 0,9 %                    | 2 297                   | 1,5 %                   | 399 429        | 0,8 %          |
| «ПАРНАС»                             | 1 509           | 0,7 %           | 915             | 0,4 %           | 2 424                    | 0,5 %                    | 1 430                   | 0,9 %                   | 384 675        | 0,7 %          |
| «Патриоты России»                    | 5 011           | 2,3 %           | 6 570           | 2,9 %           | 11 581                   | 2,6 %                    | 8 050                   | 5,1 %                   | 310 015        | 0,6 %          |
| «Гражданская платформа»              | 580             | 0,3 %           | 354             | 0,2 %           | 934                      | 0,2 %                    | 412                     | 0,3 %                   | 115 433        | 0,2 %          |
| «Гражданская сила»                   | 326             | 0,2 %           | 264             | 0,1 %           | 590                      | 0,1 %                    | 237                     | 0,1 %                   | 73 971         | 0,1 %          |

#### Депутаты, избранные по партийным спискам в составе региональных групп, включающих Курскую область
| Партия          | Региональная группа                            | Количество мандатов | Избранные депутаты |
| --------------- | ---------------------------------------------- | ------------------- | --- |
| «Единая Россия» | № 23: Белгородская, Курская, Орловская области | 4                   | Савченко, Евгений Степанович - отказ от мандата. Земцов, Николай Георгиевич Брыксин, Александр Юрьевич Скруг, Валерий Степанович Германова, Ольга Михайловна - получила мандат вследствие отказа Е.С.Савченко. |
| КПРФ            | № 22: Калужская, Курская, Орловская области    | 1                   | Иванов, Николай Николаевич |

### Довыборы 2020 года
20 июня 2019 года избранный по Сеймскому избирательному округу № 110 депутат Государственной думы Виктор Карамышев был избран Главой города Курска, в результате чего депутатский мандат по округу № 110 оказался вакантным. Дополнительные выборы по округу состоятся 13 сентября 2020 года.
| Кандидат | Кандидат                        | Возраст              | Информация | Кем выдвинут        | Статус                            |
| -------- | ------------------------------- | -------------------- | --- | ------------------- | --------------------------------- |
|          | Бобовников, Алексей Николаевич  | 49 лет (23.05.1971)  | Депутат Курского городского собрания. Баллотировался в Госдуму по списку КПРФ в 2011 году. | КПРФ                | зарегистрирован                   |
|          | Вакарев, Артём Васильевич       | 32 года (28.08.1988) | Второй секретарь комитета Курского областного отделения партии. Баллотировался по округу № 109 в 2016 году, занял 6-е место. В 2016 году выдвигался по спискам партии на выборах в Московскую областную думу, Законодательное собрание Тверской области, Законодательное собрание Камчатского края. | Коммунисты России   | зарегистрирован                   |
|          | Золотарёв, Алексей Михайлович   | 50 лет (15.02.1960)  | Председатель Союза сельскохозяйственных товаропроизводителей и организаций пищевой и перерабатывающей промышленности Курской области. В течение 15 лет был заместителем губернатора Курской области, до этого — глава администрации Беловского района.                                              | Единая Россия       | зарегистрирован                   |
|          | Куракин, Анатолий Александрович | 50 лет (07.01.1960)  | Главный врач ООО «Ваш доктор». Руководитель отделения партии в Сеймском округе города Курска. Баллотировался по округу в 2016 году, занял 5-е место. Неоднократно баллотировался в Курскую областную думу и Курское городское собрание.                                                             | Справедливая Россия | зарегистрирован                   |
|          | Томанов, Алексей Юрьевич        | 39 лет (02.03.1981)  | Сотрудник страховой компании. Руководитель фракции ЛДПР в Курском городском собрании, координатор Курского регионального отделения ЛДПР. | ЛДПР                | зарегистрирован                   |
|          | Прониченко, Евгений Иванович    | 39 лет (18.04.1981)  | Ассистент кафедры судебной медицины Курского медицинского университета. | самовыдвижение      | снял кандидатуру                  |
|          | Федулов, Александр Михайлович   | 61 год (08.11.1958)  | Бывший заместитель губернатора Курской области (1999), бывший депутат Государственной думы (1999—2003) от «Яблока». В 2011 исключён из партии. В 2016 баллотировался в Курскую областную думу от «Партии роста» (список не прошёл регистрацию).                                                     | самовыдвижение      | не подал документы на регистрацию |

| Явка избирателей                                   | Явка избирателей                | Явка избирателей    | Явка избирателей | Явка избирателей |
| -------------------------------------------------- | ------------------------------- | ------------------- | ---------------- | ---------------- |
| Число избирателей, включённых в список избирателей |                                 |                     |                  |                  |
| Выдано бюллетеней (явка)                           |                                 |                     |                  |                  |
| Бюллетеней в ящиках                                |                                 |                     |                  |                  |
| Недействительных бюллетеней                        |                                 |                     |                  |                  |
| Действительных бюллетеней                          |                                 |                     |                  |                  |
| Распределение голосов                              |                                 |                     |                  |                  |
| Кандидаты                                          | Кандидаты                       | Партия              | Результат        | Результат        |
|                                                    | Бобовников, Алексей Николаевич  | КПРФ                |                  |                  |
|                                                    | Вакарев, Артём Васильевич       | Коммунисты России   |                  |                  |
|                                                    | Золотарёв, Алексей Михайлович   | Единая Россия       |                  |                  |
|                                                    | Куракин, Анатолий Александрович | Справедливая Россия |                  |                  |
|                                                    | Томанов, Алексей Юрьевич        | ЛДПР                |                  |                  |

## Выборы губернатора Курской области

### 2014 год
Досрочные выборы губернатора Курской области состоялись в Курской области 14 сентября 2014 года в единый день голосования. Победу одержал Александр Михайлов, бывший до этого губернатором с 2000 года.
| Место                       | Место                       | Кандидат                       | Партия                      | Голосов | %      |
| --------------------------- | --------------------------- | ------------------------------ | --------------------------- | ------- | ------ |
|                             | 1.                          | Михайлов, Александр Николаевич | Единая Россия               | 246 506 | 66,8 % |
|                             | 2.                          | Фирсов, Владимир Владимирович  | КПРФ                        | 43 297  | 11,7 % |
|                             | 3.                          | Фёдоров, Владимир Валерьевич   | ЛДПР                        | 38 126  | 10,3 % |
|                             | 4.                          | Теслева, Елена Павловна        | Партия свободных граждан    | 16 395  | 4,4 %  |
|                             | 5.                          | Комков, Константин Анатольевич | Справедливая Россия         | 16 299  | 4,4 %  |
|                             |                             |                                |                             |         |        |
| Общее число избирателей     | Общее число избирателей     | Общее число избирателей        | Общее число избирателей     | 947 084 |        |
| Выдано бюллетеней (явка)    | Выдано бюллетеней (явка)    | Выдано бюллетеней (явка)       | Выдано бюллетеней (явка)    | 369 073 | 39,0 % |
| Бюллетеней в ящиках         | Бюллетеней в ящиках         | Бюллетеней в ящиках            | Бюллетеней в ящиках         | 368 968 |        |
| Действительных бюллетеней   | Действительных бюллетеней   | Действительных бюллетеней      | Действительных бюллетеней   | 360 623 |        |
| Недействительных бюллетеней | Недействительных бюллетеней | Недействительных бюллетеней    | Недействительных бюллетеней | 8 345   |        |

### 2019 год
Выборы губернатора Курской области (руководителя Администрации Курской области) состоялись 8 сентября 2019 года в единый день голосования. Губернатор избирался сроком на 5 лет. Победу в первом туре одержал временно исполняющий обязанности губернатора Роман Старовойт.
| Место                       | Место                       | Кандидат                    | Партия                      | Голосов | %       |
| --------------------------- | --------------------------- | --------------------------- | --------------------------- | ------- | ------- |
|                             | 1.                          | Роман Старовойт             | Единая Россия               | 310 648 | 81,07 % |
|                             | 2.                          | Владимир Фирсов             | КПРФ                        | 21 644  | 5,65 %  |
|                             | 3.                          | Владимир Фёдоров            | ЛДПР                        | 20 888  | 5,45 %  |
|                             | 4.                          | Татьяна Черникова           | Зелёные                     | 12 649  | 3,30 %  |
|                             | 5.                          | Николай Карцев              | Справедливая Россия         | 11 541  | 3,01 %  |
|                             |                             |                             |                             |         |         |
| Общее число избирателей     | Общее число избирателей     | Общее число избирателей     | Общее число избирателей     | 922 506 |         |
| Выдано бюллетеней (явка)    | Выдано бюллетеней (явка)    | Выдано бюллетеней (явка)    | Выдано бюллетеней (явка)    | 383 427 | 41,56 % |
| Бюллетеней в ящиках         | Бюллетеней в ящиках         | Бюллетеней в ящиках         | Бюллетеней в ящиках         | 383 194 |         |
| Действительных бюллетеней   | Действительных бюллетеней   | Действительных бюллетеней   | Действительных бюллетеней   | 377 370 | 98,48 % |
| Недействительных бюллетеней | Недействительных бюллетеней | Недействительных бюллетеней | Недействительных бюллетеней | 5824    | 1,52 %  |